# Ciliatovelutina lanigera
Ciliatovelutina lanigera là một loài ốc biển nhỏ, là động vật thân mềm chân bụng sống ở biển trong họ Velutinidae.

## Phân bố
Distribution của Ciliatovelutina lanigera include:
- vùng biển Châu Âu[2]
- North West Atlantic, Canada: đảo Baffin[2]